# Chiton (vêtement)
Pour les articles homonymes, voir Chiton (homonymie).
Le chiton (en grec ancien χιτών / khitṓn ; génitif singulier : χιτῶνος / khitônos) était un vêtement de dessous porté dans la Grèce antique. C'était une sorte de chemise longue ou de tunique formée par une pièce d’étoffe pliée dans le sens de la hauteur, et cousue latéralement ; un des côtés pouvait rester ouvert ou être fermé par des agrafes, appelées en grec ancien περόναι / perónai. Des fibules ou des brides permettaient d’ordinaire de l’attacher aux deux épaules, en laissant les ouvertures pour la tête et les bras ; il suffisait de dégrafer la fibule de l'épaule droite pour que le chiton ressemble singulièrement à l’exomide. Le chiton, porté par les hommes comme par les femmes, était avec l’himation, une des deux pièces essentielles du costume grec antique (en).

## Usages communs

### Le chiton masculin
Le chiton couvre directement la peau. Les hommes le portaient court, comme une tunique sans manches, sans le fermer du côté droit afin de laisser plus de liberté au bras droit, ce qui était l’usage adapté en particulier au travail des esclaves et des ouvriers : ce chiton masculin, désigné du nom de χιτωνίσκος / khitōnískos, pouvait ainsi couvrir le bras gauche, l’épaule gauche et la poitrine, et tombait sur la jambe jusqu'à mi-cuisse. Plutarque évoque le roi Cléomène III qui, au moment de s’élancer dans Alexandrie, l’épée à la main, « rompt la couture qui fermait sa tunique sur l’épaule droite », et cet incident suffit à transformer pratiquement son chiton en une exomide. Cependant, « le vrai chiton des hommes a toujours deux agrafes et par conséquent, deux emmanchures ». À l’exception des enfants qui portaient le chiton sans ceinture, les adultes pouvaient serrer le chiton avec une ceinture de manière à le  remonter plus ou moins au-dessus du genou ; la ceinture dessinait autour de la taille des plis bouffants qu’on appelait en grec κόλπος / kólpos. Cette ceinture était parfois elle-même accompagnée d’une autre ceinture, plus large, placée plus haut, le ζωστήρ / zōstēr, ceinturon militaire en cuir qui formait un second kolpos. On le voit sur un cavalier debout devant son cheval, sur la frise des Panathénées. On gardait le chiton sur soi pour dormir, après avoir dénoué sa ceinture, comme en témoigne Hésiode : « Si quelque chose t’arrive au village, tes voisins accourent sans nouer leur ceinture, tandis que tes parents doivent nouer la leur. » Dans l'armée, le chiton, porté sous la cuirasse (thorax), est teint d'une couleur vive, généralement bleu ou rouge.

### Le chiton féminin
Les femmes portaient un chiton long, généralement en toile, quelquefois en laine ; elles pouvaient parfois revêtir en dessous un vêtement plus léger, le χιτώνιον / khitōnion, qui correspond à notre chemise. Il pouvait être cousu en lin parfois plissé, ceinturé à la taille, sans doute par un simple cordon. S’il a des manches, elles sont très courtes, et ne dépassent jamais le coude (mais peut-être n’en avait-il pas), contrairement au péplos qui est un vêtement féminin drapé et retenu aux épaules par des fibules. Avec l'apparition du lin, le chiton remplace progressivement le péplos, drapé en laine, dont il se différencie car il ne retombe pas en plis sur la poitrine et se porte bouffant à la taille grâce à une ceinture.

## Variantes

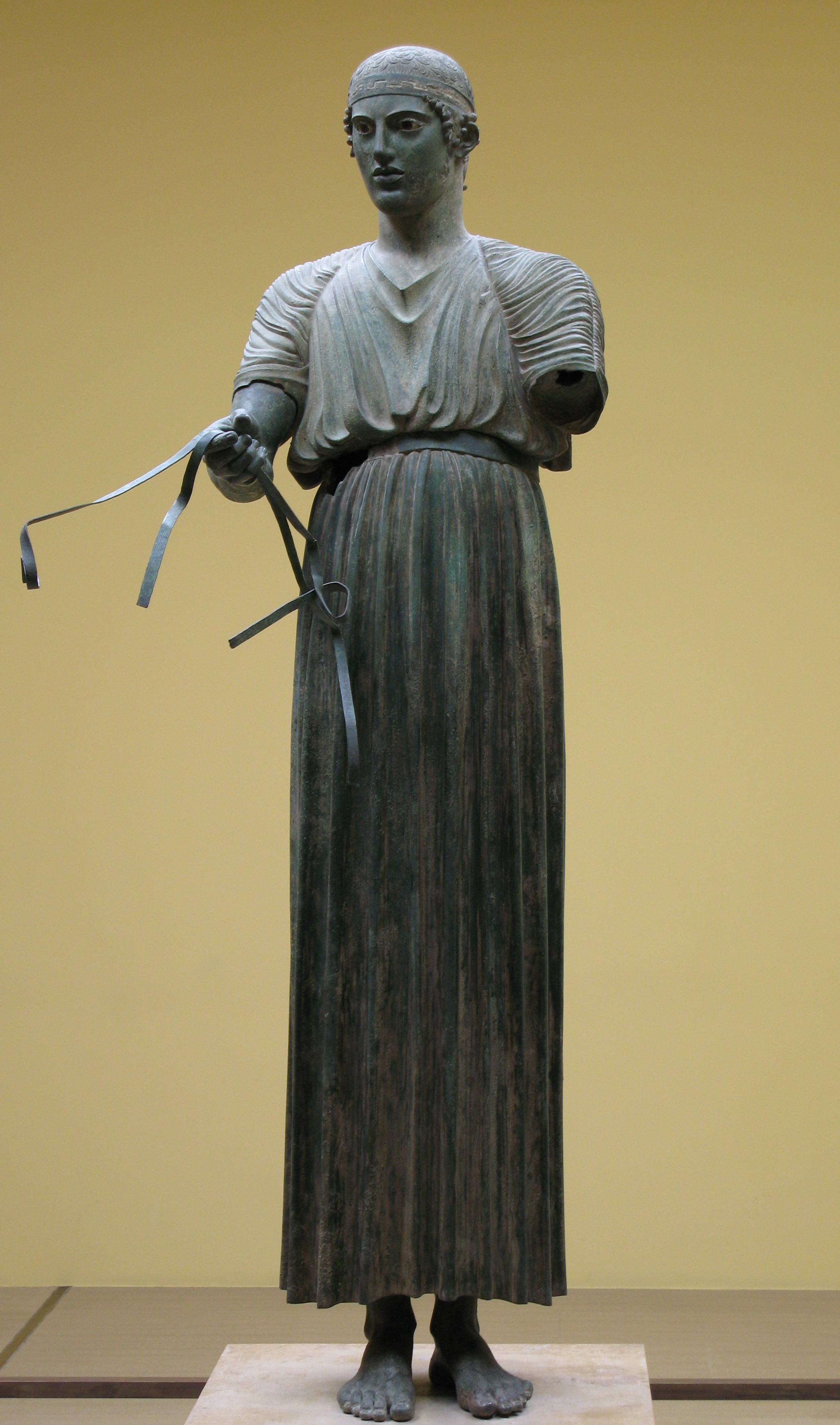
L'aurige de Delphes portant la xystis, tunique d'étoffe fine et tombant jusqu'aux pieds (en latin tunica talaris) à l'usage des femmes, des acteurs et des athlètes victorieux.

Le chiton long tombant jusqu'aux pieds était qualifié de ποδήρης ; c’était le chiton des Ioniens « aux tuniques traînantes » (Ἰάονες ἑλκεχίτωνες) dont parlent Homère et Hérodote, le chiton des grands dieux. Il pouvait être orné de dessins géométriques pour les jours de fête. Il pouvait se porter avec un himation, sorte de manteau drapé. Une autre variante est le chiton à manches descendant jusqu’au poignet (χιτὼν χειριδωτός), à l’imitation de la mode perse, mais il est rare avant le IIIe siècle apr. J.-C.
Cependant, ce chiton long des anciens Ioniens n’est pas complètement abandonné à l’époque classique ; il semble être devenu un vêtement de cérémonie porté par les prêtres, les citharèdes et les concurrents des jeux publics. On voit ainsi l’Aurige de Delphes « vêtu de la longue tunique des cochers, la xystis blanche traditionnelle (en grec ξυστίς), que l’on portait en course. Elle descend presque jusqu’aux chevilles en longs plis parallèles à partir de la ceinture, placée très haut, au-dessus de l’estomac. Au-dessus de la ceinture, la tunique blouse d’une façon sensible, surtout sur les côtés. Elle dessine en avant et en arrière une encolure pointue et se termine sur les épaules et sur les bras par une couture déterminant quantité de fronces. Le jeu combiné de cette couture et du cordonnet qui passait sous les aisselles forme des manches descendant jusqu’à mi-bras »,.  
On connaît aussi le chiton dorien avec son repli, sa calyptre (ou voile) et son kolpos : c’était « un fourreau étroit et sans plis, enfermant le corps comme dans une gaine arrondie et lisse. » Quant au chiton féminin double, il était replié et rabattu sur lui-même, donnant l'illusion qu'il y en avait deux, l’un s'arrêtant aux genoux.